# Pirates des Caraïbes : La Vengeance de Salazar
Série Pirates des Caraïbes
La Fontaine de Jouvence
(2011)
Pour plus de détails, voir Fiche technique et Distribution.
Pirates des Caraïbes : La Vengeance de Salazar (Pirates of the Caribbean: Dead Men Tell No Tales), ou Pirates des Caraïbes: Les morts ne racontent pas d'histoires au Québec, est un film d'aventures fantastique américano-australien réalisé par Joachim Rønning et Espen Sandberg et sorti en 2017.
Il s'agit du cinquième et dernier film de la saga Pirates des Caraïbes.

## Synopsis
Âgé de 12 ans, le jeune Henry Turner a finalement réussi à trouver la localisation sous-marine du navire de son père : le Hollandais volant. Une nuit, il se faufile hors de chez lui pour aller en mer. Une fois arrivé au-dessus de l'endroit précis où le navire est positionné, il se laisse couler avec des rochers et atterrit sur le pont. Le bateau émerge du fond de l'océan et Henry se retrouve nez-à-nez avec son père, Will Turner, et lui annonce qu'il a trouvé un moyen de briser sa malédiction et de le libérer du navire : le trident de Poséidon, capable de contrôler les océans et d'annuler toutes les malédictions maritimes. Bien que touché, Will ne croit pas qu'une telle chose soit possible et ordonne à son fils de ne jamais revenir et de ne pas risquer sa vie. Henry est renvoyé sur la terre ferme mais jure de retrouver le capitaine Jack Sparrow pour qu'il l'aide à sauver son père.
Neuf ans plus tard, en 1751, Henry est matelot sur un vaisseau de la Royal Navy. Alors qu'ils traquent un navire de pirates (celui de Stede Bonnet), Henry remarque que le bateau fait cap vers le Triangle du Diable, un endroit dangereux réputé maudit. Le capitaine refusant d'écouter les avertissements d'Henry, ce dernier s'énerve et essaie de prendre la barre de force, ce qui lui vaut d'être considéré comme un traître et jeté en cellule après avoir eu les manches déchirées (symbole de la trahison). Ayant suivi le navire pirate dans une immense grotte, le vaisseau anglais percute un récif avant d'être attaqué par des morts-vivants qui éliminent l'équipage entier. Le chef des spectres, le Capitaine Salazar, trouve Henry et un autre prisonnier dans les cellules. Salazar aperçoit une affiche de recherche au nom de Jack Sparrow dans la cellule d'Henry et excédé par ses gémissements, tue l'autre prisonnier. Comprenant que Henry recherche Sparrow, Salazar lui demande de trouver le pirate pour lui afin de lui raconter ce qu'il a vu et de lui dire que Salazar va venir le chercher. Ayant été renvoyé à l'extérieur du Triangle, Henry est repêché en mer mais arrêté pour trahison.
Pendant ce temps, à Saint-Martin, une jeune femme, Carina Smyth, est condamnée à mort pour sorcellerie à cause de ses théories sur l'astronomie, mais elle parvient à s'évader. Quelques rues plus loin, Jack Sparrow, son fidèle Gibbs et leur équipage essaient de braquer une banque mais l'opération est un fiasco. Fatigués de voir Sparrow échouer en permanence alors que Barbossa est devenu riche et puissant, possédant une flotte de dix navires, Gibbs et les autres décident de rompre leur association avec Jack et l’abandonnent. Jack sombre dans la déprime. Il se rend dans une taverne et, n'ayant pas de quoi payer son rhum, offre son compas en échange. S'estimant trahi, le compas magique rompt la malédiction qui retenait prisonniers Salazar et ses spectres dans le Triangle du Diable. Désormais libres, Salazar et son équipage s'aventurent en haute mer avec leur vaisseau fantôme (capable de « dévorer » les navires ennemis), le Silent Mary, dans le principal but de retrouver Sparrow. Salazar et ses monstres attaquent tous les bateaux pirates qu'ils croisent, dont certains appartenant à Barbossa.
Carina entend parler du jeune Henry Turner qui cherche le Trident de Poséidon. Voyant là une occasion de prouver ses thèses sur l'astronomie, elle retrouve Henry dans l'infirmerie où il est détenu, déguisée en nonne. Elle lui explique qu'elle possède un ancien grimoire légué par son père qu'elle n'a jamais connu, avec un rubis collé sur la couverture, permettant de retrouver le Trident. Carina aide Henry à s'échapper mais est capturée en essayant de fuir. Jack est aussi arrêté dans la taverne pour sa tentative de hold-up. Jack et Carina sont menés sur la place publique pour être exécutés mais Henry, Gibbs et ses camarades organisent leur évasion. Tous s'enfuient à bord du navire de Jack, la Mouette Mourante. Carina leur explique qu'elle peut retrouver l'îlot où se trouve le Trident grâce à son grimoire et en se repérant la nuit avec la position des étoiles. Henry annonce à Jack que Salazar et ses hommes sont revenus d’outre-tombe pour le tuer. Seul le Trident peut annuler leur malédiction et les faire redevenir humains et mortels. Jack accepte donc, dans son intérêt, d'aider Henry et Carina à trouver le précieux artefact.
À bord du Queen Anne's Revenge, le capitaine Hector Barbossa apprend que Salazar et ses morts-vivants attaquent ses navires et prend le large avec ses hommes pour régler ce problème. Ils sont vite capturés par le capitaine fantôme qui ordonne l’exécution de l'équipage pirate et de son capitaine, ce à quoi Barbossa répond qu'il veut l'aider à trouver Jack, en échange de sa vie sauve. Salazar accepte pour gagner du temps. Durant la traque, il explique à Barbossa comment lui et son équipage sont devenus des spectres. Autrefois corsaires au service de l'Espagne, Salazar et ses hommes parcouraient les océans pour exterminer les pirates. Un jour, Jack Sparrow, alors jeune second d'un capitaine pirate, les attira dans le Triangle du Diable et les envoya s'écraser sur les récifs grâce à une habile manœuvre. Ayant péri dans le Triangle, Salazar et ses hommes furent maudits et y restèrent prisonniers pendant des décennies.
Grâce à Barbossa, Salazar rattrape le bateau de Jack. Ce dernier, Henry et Carina s'enfuient sur une chaloupe et accostent à la Baie du Pendu pour leur échapper, découvrant que Salazar et ses hommes ne peuvent aller sur la terre ferme. Barbossa, qui a trouvé une astuce pour échapper à Salazar, rejoint Jack et les autres sur l'île. Jack est capturé par un ancien associé qu'il avait trahi, qui veut le marier à sa sœur en dédommagement de l'argent qu'il lui doit. Barbossa l'élimine, libère les trois compères et propose une alliance temporaire pour se débarrasser de Salazar. À l'aide de l'ancien sabre de Barbe Noire, le capitaine unijambiste brise la bouteille magique renfermant depuis cinq ans le Black Pearl, qui reprend alors sa taille normale. Barbossa retrouve ainsi son singe adoré, Jack. Gibbs et les autres marins sont entretemps arrêtés par la Royal Navy et sont jetés aux fers. Mais ils parviennent peu après à s'évader pour rejoindre Jack, Henry, Carina et Barbossa sur le Pearl. Ensemble, ils reprennent la route de l'île du Trident.
Durant la croisière, Barbossa remarque le grimoire orné d'un rubis que Carina utilise pour se repérer grâce aux étoiles. Elle lui explique que son père l'a abandonnée sur les marches d'un orphelinat avec ce seul grimoire et son nom comme souvenir. Sparrow remarque que Barbossa est mal à l'aise, et pour cause : il se trouve être le père de Carina ; il l'a abandonnée devant un orphelinat car sa mère était morte à sa naissance. Il lui a légué le grimoire pour que grâce au rubis sur la couverture, Carina puisse mener une vie confortable. De plus, Barbossa est fier de voir que sa fille est devenue brillante et respectable, mais il ne veut pas casser l'image du père savant en lui avouant qu'il est son vrai père. À ce moment, ils aperçoivent le petit îlot rocheux où devrait se trouver le trident.
Malheureusement, Salazar retrouve leur trace et les rattrape sur la dernière ligne droite. Une bataille s'engage entre les deux navires. Salazar était sur le point de tuer Sparrow mais en découvrant l’île en avant du bateau, il abandonne avant que le navire ne touche terre. Henry est capturé mais le reste de la bande parvient à fuir sur l'îlot. Sparrow, Carina et Barbossa inspectent le petit îlot et trouvent plusieurs piédestaux tous ornés d'un rubis, à l'exception d'un. Elle pose dessus le rubis accroché à son grimoire et ouvre le passage secret : face à eux la mer se sépare en deux. Sparrow et Carina s'engagent dans le chemin entre les deux immenses flots, Barbossa ne pouvant les suivre à cause de sa jambe de bois. En suivant le chemin, Jack et Carina trouvent le Trident planté dans un rocher. À ce moment, Henry, possédé par Salazar, les attaque. Jack neutralise vite Henry mais Salazar a eu le temps d'utiliser le Trident pour s'extraire de ce dernier. Contrôlant désormais la mer avec l'artefact, Salazar s'amuse à torturer Jack en le projetant avec des jets d'eau puissants. Henry retrouve ses esprits et, redevenu lui-même, réussit à briser le Trident planté dans le torse de Jack, n'ayant pour seule protection que le grimoire de Carina sous sa veste. Le Trident brisé, toutes les malédictions des océans s'annulent dont celle de Salazar et son équipage, qui redeviennent humains. Malheureusement, cela annule aussi la séparation de la mer en deux : les deux montagnes d'eau commencent à retomber sur Sparrow, Henry et Carina ainsi que Salazar et ses hommes.
À bord du Pearl au sommet des flots, Barbossa fait abaisser l'ancre pour que Jack, Henry et Carina l'escaladent et remontent à bord du navire. Les hommes de Salazar périssent noyés lorsque les flots leur retombent dessus. Mais Salazar, ne renonçant pas à vouloir tuer Jack malgré l'échec de toutes ses tentatives, s'agrippe aussi à l'ancre et commence à l'escalader à son tour. Barbossa essaie d'aider sa fille à grimper lorsqu'elle voit qu'il a un tatouage représentant une constellation sur le bras, la même que sur la couverture du journal et dont elle tire son nom : Carina. Elle comprend alors qu'il est son père. Voyant que Salazar est sur le point d’attraper sa fille et de la tuer, Barbossa se sacrifie en lui sautant dessus pour l’entraîner dans sa chute. Ils retombent dans le torrent en furie et Salazar, dans sa chute, se fracasse la tête contre l'ancre et meurt avant d'avoir touché l'eau. Barbossa croise le regard de sa fille une dernière fois avant de disparaître dans les flots, sous les yeux atterrés de Jack, d'Henry et de Carina. Une fois à bord du Pearl, Sparrow rend hommage à la mort de son vieil ami et rival, le singe Jack sanglote en ne voyant pas son maître remonter et Carina est abattue : elle perd définitivement son père moins d'une minute après l'avoir retrouvé. Henry, qui est tombé amoureux d'elle, essaie de la réconforter. La jeune femme déclare alors ne plus vouloir s'appeler Smyth et change donc son nom en Barbossa.
Quelques jours plus tard, Jack dépose Carina et Henry sur la côte où ce dernier vit avec sa mère. En marchant vers la maison, Henry, qui fixe l'horizon alors que le soleil se couche, aperçoit un bateau jaillir du Rayon Vert : c'est le Hollandais Volant, redevenu un navire ordinaire et non plus un vaisseau fantôme. S'interrogeant et espérant, Henry voit alors son père, redevenu un être humain normal, se diriger vers eux. Le père et le fils s'étreignent. Alors que le père demande à son fils comment il a pu briser sa malédiction, ce dernier lui répond que c'est une très longue histoire. En même temps, une autre personne qui a vu le Hollandais accoster se dirige vers eux : Elizabeth. Depuis son navire, Sparrow regarde avec sa longue vue Will et Elizabeth se jeter dans les bras l'un de l'autre puis repart à l'aventure avec son équipage et le singe de Barbossa qui s'installe sur son épaule.
Scène post-générique
Will et Elizabeth dorment paisiblement dans leur chambre lorsque des bruits de pas inquiétants commencent à résonner. La porte s'ouvre et une silhouette difforme avance lentement vers eux. L'ombre de l'être difforme montre qu'il a des tentacules au niveau du visage. Réveillé par les bruits, Will se redresse et a juste le temps de voir, en guise de bras, une énorme pince de crabe se dresser et s'abattre sur sa tête. Will se réveille : la pièce est vide et Elizabeth dort tranquillement. Devinant qu'il a fait un cauchemar, Will se rallonge, serre Elizabeth contre lui et se rendort, sans remarquer sur le sol, là où se tenait l'individu, une flaque d'eau et des coquillages.

## Fiche technique
Sauf indication contraire, les informations mentionnées dans cette section peuvent être confirmées par les bases de données cinématographiques IMDb et Allociné,  présentes dans la section « Liens externes ».
- Titre original : Pirates of the Caribbean: Dead Men Tell No Tales / Pirates of the Caribbean: Salazar's Revenge (DVD et Blu-ray)
- Titre français : Pirates des Caraïbes : La Vengeance de Salazar
- Titre québécois : Pirates des Caraïbes : Les morts ne racontent pas d'histoires[1],[2]
- Réalisation : Joachim Rønning et Espen Sandberg[3]
- Scénario : Jeff Nathanson, d'après une histoire de Jeff Nathanson et Terry Rossio, d'après les personnages créés par Stuart Beattie, Ted Elliott, Terry Rossio[4] et Jay Wolpert
- Musique : Geoff Zanelli
  - Musiques additionnelles : Phill Boucher, Steve Mazzaro, Zak McNeil, Paul Mounsey et Anthony Willis
- Casting : Nikki Barrett, Susie Figgis et Ronna Kress
- Direction artistique : John Dexter, Ian Gracie, Jacinta Leong, Tom Nursey et Michael Turner
- Décors : Nigel Phelps
- Costume : Penny Rose
- Maquillage : Rick Findlater, Joel Harlow (en), Peter Swords King
- Coiffure : Peter Swords King
- Photographie : Paul Cameron
- Son : Christopher Boyes, Chris Duesterdiek, Paul Massey, Scott Millan, Tony Villaflor
- Montage : Roger Barton et Leigh Folsom Boyd
- Production : Jerry Bruckheimer
  - Production déléguée : Joseph M. Caracciolo Jr., Chad Oman, Terry Rossio, Mike Stenson et Brigham Taylor
  - Production associée : Melissa Reid
- Sociétés de production :
  - États-Unis : Jerry Bruckheimer Films et Infinitum Nihil, présenté par Walt Disney Pictures
  - Australie : en association avec Screen Queensland Studios et le Gouvernement australien
  - Royaume-Uni : en association avec la Commission du film britannique
  - Canada : avec la participation du Crédit d'impôt pour production cinématographique ou magnétoscopique canadienne (CPTC), du Crédit d'impôt pour services de production de la Colombie-Britannique et La province de l'Ontario
- Société de distribution : Walt Disney Studios Motion Pictures
- Budget : 230 millions de $[5],[6]
- Pays de production :  États-Unis,  Australie[7]
- Langues originales : anglais, espagnol
- Format : couleur
  - version 35 mm - 2,39:1 (CinemaScope - Panavision) - son DTS (DTS: X) | Dolby Atmos | Dolby Digital | Dolby Surround 7.1
  - version IMAX - 1,90:1 - son IMAX 12-Track | IMAX 6-Track
- Genres : fantastique, aventures, action
- Durée : 129 minutes
- Dates de sortie[8] :
  - Chine : 11 mai 2017 (première mondiale à Shanghai)[9]
  - France, Belgique, Suisse romande : 24 mai 2017[10],[11],[12]
  - Australie : 25 mai 2017
  - États-Unis, Québec : 26 mai 2017[1]
- Classification :
  - États-Unis : accord parental recommandé, film déconseillé aux moins de 13 ans (PG-13 - Parents Strongly Cautioned)[N 1]
  - Australie : recommandé pour les personnes de plus de 15 ans (M - Mature)
  - France : tous publics[13]
  - Belgique : tous publics (Alle Leeftijden)[11]
  - Suisse romande : interdit aux moins de 12 ans[14]
  - Québec : tous publics - déconseillé aux jeunes enfants (G - General Rating)[1]

## Distribution
- Johnny Depp (VF : Bruno Choël ; VQ : Gilbert Lachance) : le capitaine Jack Sparrow
- Javier Bardem (VF : Frédéric van den Driessche ; VQ : Sylvain Hétu) : le capitaine Armando Salazar
- Brenton Thwaites (VF : Gauthier Battoue ; VQ : Gabriel Lessard) : Henry Turner
- Kaya Scodelario (VF : Victoria Grosbois ; VQ : Stéfanie Dolan) : Carina Smyth Barbossa
- Kevin McNally (VF : Jacques Frantz ; VQ : Jean-Marie Moncelet) : Joshamee Gibbs
- Geoffrey Rush (VF : Philippe Catoire ; VQ : Denis Mercier) : le capitaine Hector Barbossa
- Orlando Bloom (VF : Denis Laustriat ; VQ : Martin Watier) : Will Turner
- Golshifteh Farahani (VF et VQ : elle-même) : Shansa
- Stephen Graham (VF : Vincent Ropion ; VQ : Frédéric Desager) : Scrum
- David Wenham (VF : Christian Gonon ; VQ : Daniel Picard) : John Scarfield
- Martin Klebba (VF : Gérard Surugue ; VQ : Nicholas Savard L'Herbier) : Marty
- Keira Knightley : Elizabeth Turner
- Angus Barnett (VF : Bernard Alane ; VQ : Thiéry Dubé) : Mullroy
- Giles New (VF : Sylvain Agaësse ; VQ : Claude Gagnon) : Murtogg
- Adam Brown (VQ : Renaud Paradis) : Jib
- Danny Kirrane (VF : Bruno Magne) : Bollard
- Delroy Atkinson (VF : Namakan Koné ; VQ : Fayolle Jean Jr.) : Maddox
- Robert Morgan : Grimes
- Bryan Pobets : Bowen
- Lewis McGowan : Henry à 12 ans
- Anthony De La Torre : Jeune Jack Sparrow
- Juan Carlos Vellido : le lieutenant Lesaro
- Rodney Afif : l'officier Magda
- Ben O'Toole : le bourreau britannique
- Alexander Scheer : le pirate de la flotte de Barbossa / capitaine Teague jeune (flashback)
- Paul McCartney (VF : Pierre-François Pistorio ; VQ : Normand D'Amour) : l'oncle de Jack
- Bruce Spence (VF : Mathieu Buscatto ; VQ : Jean-François Beaupré) : le Maire Dix
- Zoe Ventoura : Frances , la femme du maire
- Hannah Walters (VF : Brigitte Virtudes ; VQ : Isabelle Miquelon) : Beatrice

Version française
- Société de doublage : Dubbing Brothers
- Direction artistique : Hervé Bellon
- Adaptation : Philippe Videcoq-Gagé

Sources et légende: Version française (VF) sur AlloDoublage ; version québécoise (VQ) sur Doublage Québec

## Production

### Genèse et développement
En mai 2011, Terry Rossio a annoncé avoir remis le scénario du cinquième film aux dirigeants de Disney. En effet Rob Marshall, le réalisateur du quatrième film, a annoncé que les scénarios des quatrième et cinquième volets de la saga Pirates des Caraïbes seraient écrits en même temps. À la suite des mauvaises critiques lors de la sortie du quatrième opus, Jerry Bruckheimer demande une réécriture du scénario.
En octobre 2011, le producteur Jerry Bruckheimer annonce que le scénario du cinquième opus est en pleine réécriture. De plus, l'acteur Kevin McNally, interprète de Joshamee Gibbs, a déclaré que le tournage du film démarrerait à l'été 2012 pour une sortie en 2013.
En janvier 2012, le réalisateur du quatrième film, Rob Marshall, annonce que le scénario du cinquième film est entre les mains de Terry Rossio, scénariste, entre autres, des quatre premiers Pirates des Caraïbes.
En septembre 2012, le site Carribean Business annonce pour novembre 2012 le tournage du cinquième film à Porto Rico, information démentie par Disney qui déclare que le film est toujours en développement.
En janvier 2013, le studio Disney engage Jeff Nathanson pour écrire le scénario du cinquième film.
En mai 2013, Jerry Bruckheimer et Johnny Depp ayant bouclé Lone Ranger, se focalisent sur le prochain Pirates des Caraïbes. Quatre réalisateurs sont envisagés pour le film, écartant tout retour possible pour Rob Marshall, à savoir : Fredrik Bond (The Necessary Death of Charlie Countryman), le duo Joachim Rønning et Espen Sandberg (Bandidas) et Rupert Sanders (Blanche-Neige et le Chasseur). Ce sont finalement Joachim Rønning et Espen Sandberg qui réaliseront Pirates des Caraïbes 5.
En août 2013, le titre de ce cinquième film est dévoilé et sera Pirates of the Caribbean : Dead Men Tell No Tales (Pirates des Caraïbes : Les morts ne racontent pas d'histoires ou encore Pirates des Caraïbes : Il n'y a que les morts qui ne mentent pas pourraient être des traductions possibles). Étonnamment, il s'agit d'une phrase qui est entendue dès le premier film quand Jack et son équipage arrivent sur l'Isla de la Muerta et tombent sur plusieurs épaves. Le perroquet de Mr. Cotton dit alors "Les morts ne racontent pas d'histoires !" (Dead men tells no tales)
En septembre 2013, le studio Disney annonce le report de la date de sortie du film. En effet, le studio avait annoncé une sortie pour le 10 juillet 2015 et la repousse à une date inconnue en 2016, préférant confronter le film Ant-Man à la lourde concurrence de l'été 2015. Par ailleurs, des indices sur le synopsis des nouvelles aventures du capitaine et pirate Jack Sparrow sont dévoilés. Ainsi, on apprend que Jack sera confronté à un fantôme vengeur et sera accompagné par une nouvelle partenaire à l'esprit scientifique et accusée de sorcellerie. De plus, le père de Jack Sparrow serait de retour et mènerait son fils vers un Trident puissant que convoite le fantôme vengeur nommé Brand. Le personnage de Caryna, la fille de Barbossa, est également annoncé,.
Ces informations sur le synopsis ne sont pas confirmées, surtout après l'annonce du PDG de Disney, Alan Horn, affirmant en avril 2014 que le film n'a pas encore eu le feu vert du studio et n'a pas encore de scénario.
En juillet 2014, le studio Disney repousse une nouvelle fois la date de sortie, passant de l'été 2016 au 7 juillet 2017.
En février 2015, après de nombreuses rumeurs, le synopsis officiel est dévoilé révélant que le personnage de Javier Bardem s'appellera finalement Salazar.
Le 21 janvier 2016, Disney avance la sortie du film au 26 mai 2017 aux États-Unis à la suite du décalage du film Star Wars, épisode VIII.
Le 2 octobre 2016, le réalisateur Joachim Rønning annonce sur son compte Instagram qu'un premier teaser sortira le 3 octobre 2016, à 3h du matin (heure française). Le 6 octobre 2016, 14 mois après l'annonce du tournage de Pirates des Caraïbes : La Vengeance de Salazar en Australie le gouvernement du Queensland refuse d'évoquer la somme offerte aux Studios Disney mais le gouvernement fédéral a annonce en 2015 2,6 millions de dollars,.
Le 5 février 2017, les premières images du film apparaissent sur la chaîne YouTube de Disney (Disney FR). Le 3 mars 2017, c'est la bande-annonce officielle qui apparaît sur cette même chaîne.

### Attribution des rôles

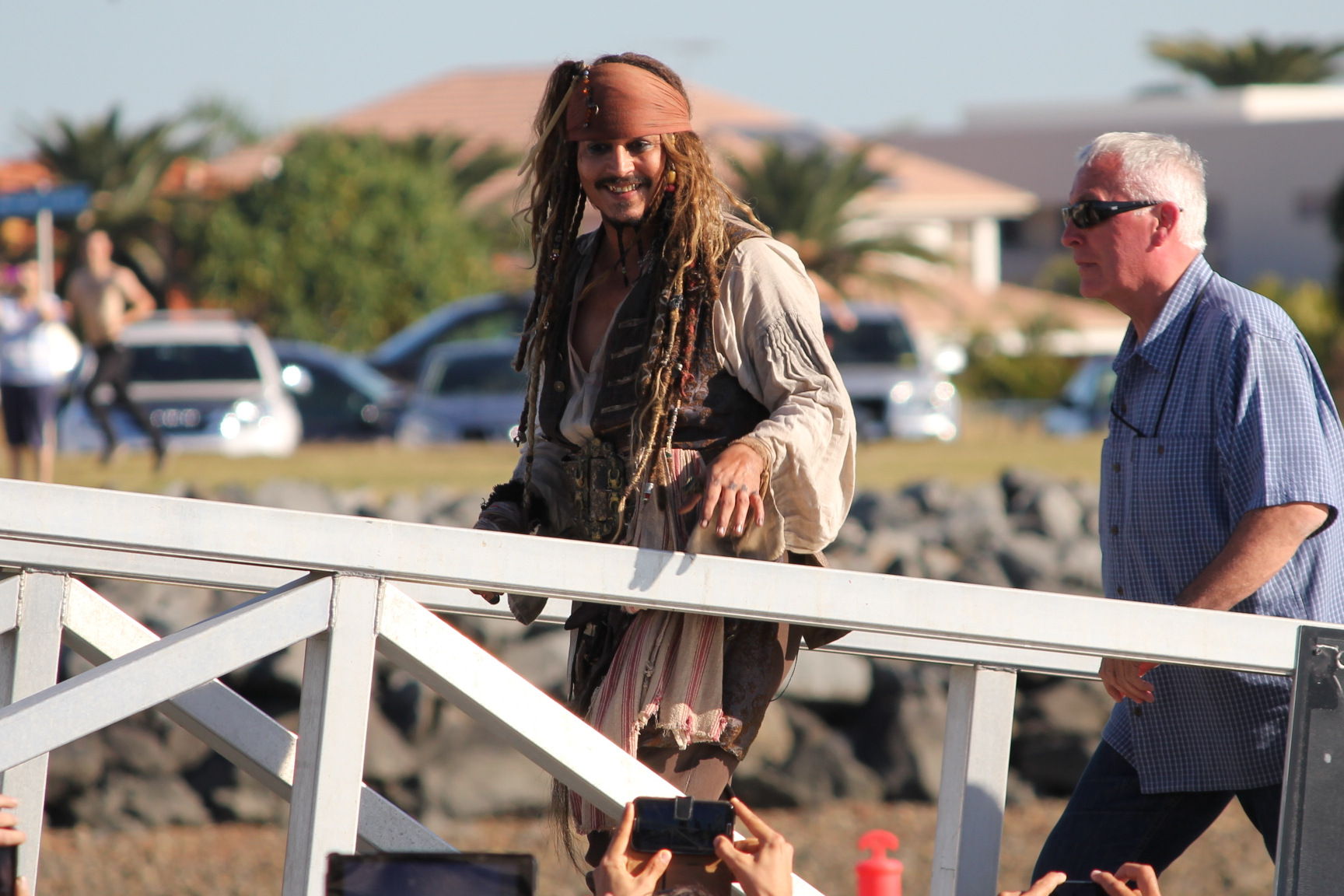
Johnny Depp dans son costume de Jack Sparrow, lors du tournage du film en juin 2015.

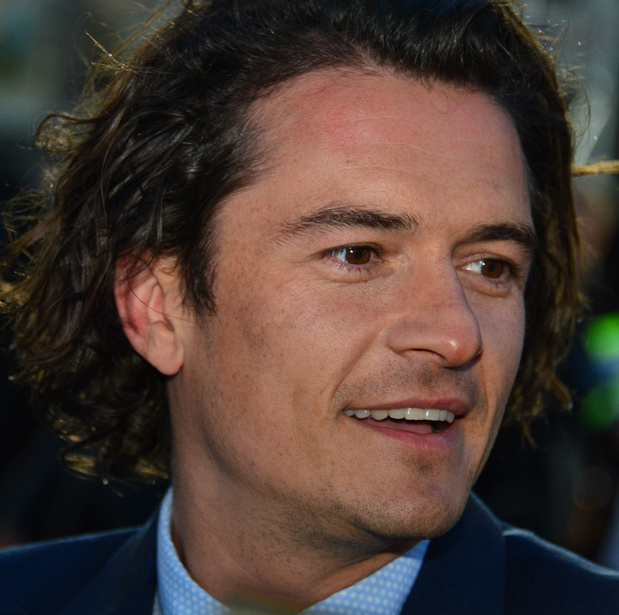
L'acteur Orlando Bloom reprend son personnage de Will Turner.

En juillet 2011, Johnny Depp est en négociation pour reprendre son rôle du capitaine Jack Sparrow, après avoir déclaré : « Tout dépend de l’histoire, du scénario et du réalisateur. Ce n’est pas quelque chose pour laquelle je vais dire, ‘Tournons le mois prochain pour le sortir à Noël 2012.’ Nous devrions prendre un peu de recul ». Une rumeur, démentie depuis, annonce que Russell Brand jouerait un associé de Jack Sparrow.
En octobre 2011, l'acteur Orlando Bloom déclare qu'il est « plutôt triste de ne pas être dans le 4 et ça me manque vraiment de travailler avec eux. S’ils me disent qu’ils veulent que je revienne, bien sûr que je le ferais. C’est bien de voir une telle franchise se porter aussi bien. » alors qu'à l'époque du troisième opus, il avait dit le contraire, voulant privilégier sa vie privée.
En septembre 2012, une source interne au studio Disney annonce que l'histoire de Will Turner n'est pas terminée et sous-entend le retour de l'acteur Orlando Bloom.
En janvier 2013, Johnny Depp est officiellement de retour pour le cinquième opus des aventures du capitaine Jack Sparrow suivi du retour du capitaine Hector Barbossa, campé par Geoffrey Rush, et de Joshamee Gibbs joué par Kevin McNally. Les trois personnages sont présents depuis le début de la saga commencée en 2003.
En novembre 2013, Christoph Waltz témoigne son intérêt pour le film et notamment le rôle du capitaine Brand, un fantôme vengeur en quête du Trident pour assouvir sa vengeance sur Jack. Rebecca Hall, selon la rumeur qui impliquerait la fille de Barbossa, serait envisagée pour jouer celle-ci. Depuis, ni Waltz ni Hall n'ont été approchés par la production pour ce film.
En septembre 2014, Orlando Bloom fait de nouveau référence au cinquième film et son potentiel retour en déclarant qu'« il y a certainement eu des discussions à ce sujet et je suis ouvert à cela ».
En octobre 2014, l'acteur Javier Bardem (Skyfall) est en négociation pour jouer le rôle du capitaine Brand. Il obtient le rôle quelques semaines plus tard.
En novembre 2014, le jeune acteur Brenton Thwaites (Maléfique, The Giver, Gods of Egypt) est en négociation pour jouer le rôle d'un soldat britannique du nom d'Henry (le fils de Will Turner et Elizabeth), rôle dans lequel il est confirmé peu de temps après.
En décembre 2014, le film recherche son rôle principal féminin parmi ces cinq actrices : Kaya Scodelario (Skins, Le Labyrinthe), Lucy Boynton (Miss Potter), Alexandra Dowling (Hammer of the Gods), Gabriella Wilde (Carrie) et la belge Jenna Thiam (Les Revenants).
En janvier 2015, quelques jours après avoir annoncé que l'actrice Kaya Scodelario était en phase finale des négociations pour le rôle principal féminin, l'actrice est confirmée au casting.
En février 2015, avec l'annonce du début du tournage et le synopsis officiel dévoilé, l'actrice iranienne Golshifteh Farahani rejoint la distribution.
En août 2015, le retour d'Orlando Bloom est confirmé ainsi que le rôle de Kaya Scodelario.
En mars 2016, il est annoncé que le chanteur anglais Paul McCartney fera une apparition dans le film. Par ailleurs, le comédien Patrick Floersheim, qui assure la voix française de Geoffrey Rush (Hector Barbossa) dans les épisodes 1 à 4, meurt le 4 mars 2016, et c'est Philippe Catoire qui lui succède dans ce film.
La présence du personnage de Keira Knightley est dévoilée dans une bande-annonce publiée mi-avril 2017.

### Tournage
Après de nombreux reports, le tournage s'est déroulé du 17 février au 12 août 2015 en Australie, notamment à la plage de Whitehaven.
À peine le tournage commencé, la production fait face à une polémique concernant l'importation de petits primates pour incarner le singe de Barbossa. En effet, des associations de défense d'animaux veulent interdire ces importations.
Le 10 mars 2015, un homme armé déguisé en pirate a débarqué sur le tournage et menacé un agent de sécurité avec un couteau et le 11 mars 2015, l'acteur Johnny Depp est blessé à la main et doit rentrer à Los Angeles pour se faire opérer. Fin mars on apprend que la blessure est plus grave que prévu, le tournage est alors suspendu jusqu'à la mi-avril. La moitié de l'équipe, soit 200 personnes, est mise à l'arrêt, la présence de l'acteur étant indispensable pour continuer le tournage.
Début 2016, quelques scènes ont dû être refaites, notamment avec Paul McCartney.

### Musique
La musique du film n'est pas composée par Hans Zimmer comme pour les quatre films précédents (la musique du premier opus étant composée également avec l'aide de Klaus Badelt), mais par Geoff Zanelli, le studio ayant voulu changer de compositeur.
| No  | Titre                                                    | Auteur | Interprète(s) | Durée |
| --- | -------------------------------------------------------- | ------ | ------------- | ----- |
| 1.  | Dead Men Tell No Tales                                   |        |               | 1:51  |
| 2.  | Salazar                                                  |        |               | 4:27  |
| 3.  | No Woman Has Ever Handled My Herschel                    |        |               | 3:59  |
| 4.  | You Speak of the Trident                                 |        |               | 1:58  |
| 5.  | The Devil's Triangle                                     |        |               | 2:45  |
| 6.  | Shansa                                                   |        |               | 3:12  |
| 7.  | Kill the Filthy Pirate, I'll Wait                        |        |               | 4:50  |
| 8.  | The Dying Gull                                           |        |               | 1:01  |
| 9.  | El Matador Del Mar                                       |        |               | 8:05  |
| 10. | Kill the Sparrow                                         |        |               | 6:16  |
| 11. | She Needs the Sea                                        |        |               | 2:32  |
| 12. | The Brightest Star in the North                          |        |               | 6:00  |
| 13. | I've Come With the Butcher's Bill                        |        |               | 6:41  |
| 14. | The Power of the Sea                                     |        |               | 4:07  |
| 15. | Treasure                                                 |        |               | 5:43  |
| 16. | My Name Is Barbossa                                      |        |               | 5:34  |
| 17. | Beyond My Beloved Horizon                                |        |               | 2:41  |
| 18. | He's A Pirate (Hans Zimmer vs Dimitri Vegas & Like Mike) |        |               | 3:33  |

## Accueil

### Promotion
Le 5 février 2017, une publicité pour Pirates des Caraïbes : La Vengeance de Salazar est diffusée lors du Super Bowl LI.

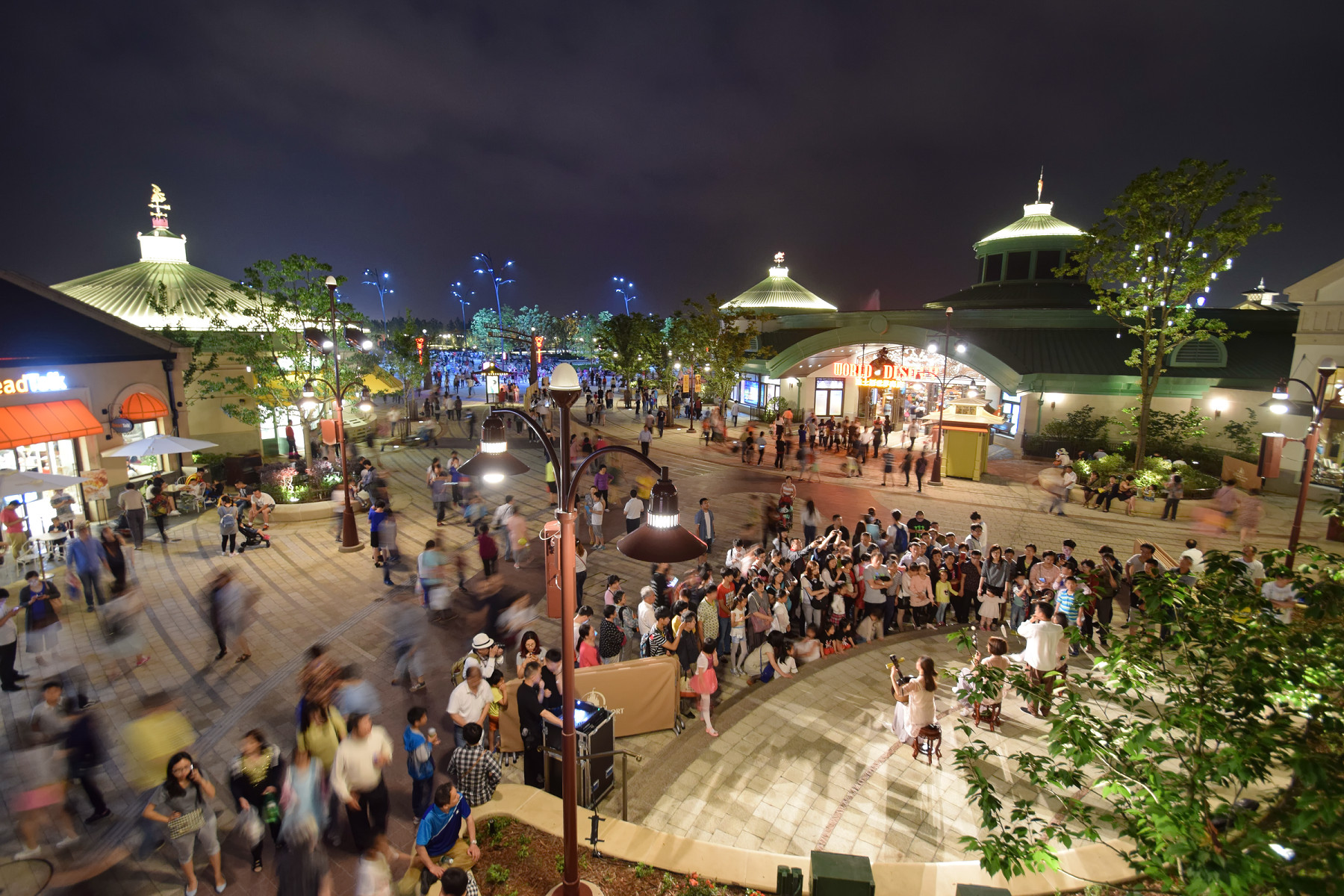
Le Disneytown du Shanghai Disney Resort où s'est déroulé la première mondiale.

Le 25 avril 2017, Disney annonce que la première mondiale du film aura lieu à Shanghai Disney Resort le 11 mai dans le Walt Disney Grand Theatre de Disneytown,. Elle se déroule à la date prévue avec Johnny Depp, Orlando Bloom et Javier Bardem et fait partie des rares films américains à sortir d'abord en Chine,,.
Le 14 mai 2017, l'équipe du film assure la promotion à Disneyland Paris pour une première européenne.
Le 16 mai 2017, selon les producteurs, des pirates informatiques ont demandé « une énorme rançon » en bitcoin affirmant avoir volé le film. Le 25 mai 2017, Robert Iger dément que Pirates des Caraïbes : La Vengeance de Salazar soit le film pour lequel une rançon soit demandée depuis le 15 mai.

### Accueil critique
En France, les critiques jugent le film moyen. Le site Allociné propose une moyenne de 2,8/5 à partir des critiques de presse recensées. Pour Le Figaro « Le film est un catalogue d'attractions des parcs Disney. Épaves, requins fantômes, abordages par des revenants, avec un défilé de stars et la 3D. C'est lourd et sans vrai dynamisme, mais on vous en met plein la vue avec du spectaculaire industriel. ». L'Obs regrette un film « bien fichu mais sans âme, c'est du divertissement familial façon McDo : on en sort le ventre plein mais peu rassasié. ». Franceinfo déplore la perte de souffle épique.
Aux États-Unis, le film est nommé à plusieurs reprises aux Razzie Awards : pire acteur pour Johnny Depp, pire second rôle masculin pour Javier Bardem et pire combinaison à l’écran pour Johnny Depp et « sa vieille routine d’alcoolique » dans le film.

### Box-office
Le 30 mai 2017, après une semaine aux États-Unis Pirates des Caraïbes : La Vengeance de Salazar récolte 326 millions de dollars à l'international qui permettent à Disney de dépasser 3 milliards de dollars pour l'année 2017 et 4 milliards d'USD pour la franchise Pirates des Caraïbes,. Le 4 juin 2017, le film récolte 500 millions de dollars à l'international. Le 2 juillet 2017, Pirates des Caraïbes : La Vengeance de Salazar atteint les 708 millions de dollars à l'international, en cumulant les 9,2 millions récoltés en deux jours au Japon mais reste en dessous des 200 millions aux États-Unis au bout de cinq semaines avec 165,5 millions. Le dernier volet de la série récolte 19 237 000 d'entrées aux États-Unis.
| Pays ou région    | Box-office        | Date d'arrêt du box-office | Nombre de semaines |
| ----------------- | ----------------- | -------------------------- | ------------------ |
| États-Unis Canada | 172 558 876 $     | 21 septembre 2017          | 17                 |
| France            | 3 676 016 entrées | 29 août 2017               | 13                 |
| Chine             | 172 277 290 $     | 25 juin 2017               | 5                  |
| Total mondial     | 794 861 794 $     | 10 décembre 2017           | 29                 |

## Récompenses

### Distinctions
- Taurus World Stunt Awards : meilleur gréement acrobatique pour Brycen Counts, Chris Daniels, David Hugghins et Andy Owen

### Nominations
- Hollywood Professional Association Awards 2017 : meilleurs effets visuels pour Gary Brozenich, Richard Clegg, Patrick Ledda, Richard Little et Sheldon Stopsack
- Teen Choice Awards :
  - Meilleur film d'action
  - Meilleur acteur dans un film d'action pour Brenton Thwaites
  - Meilleur acteur dans un film d'action pour Johnny Depp
  - Meilleure actrice dans un film d'action pour Kaya Scodelario
  - Meilleur vilain pour Javier Bardem
  - Meilleur baiser pour Orlando Bloom et Keira Knightley
  - Meilleur film de l'été
  - Meilleure scène de combat pour Johnny Depp et Javier Bardem
- MovieGuide Awards 2018 : meilleur film
- Razzie Awards 2018 :
  - Pire acteur pour Johnny Depp
  - Pire second rôle masculin pour Javier Bardem
  - Pire combinaison à l'écran pour « Johnny Depp et sa vieille routine d'alcoolique »

## Analyse
(septembre 2023).
- Si vous ne connaissez pas le sujet, laissez ce bandeau (vous pouvez alors contacter les auteurs).
- Si vous supprimez le contenu mis en cause (vous pouvez préalablement contacter les auteurs),

argumentez précisément cette suppression dans la page de discussion
(un manque de référence n'est pas un argument ; une recherche réelle de référence doit avoir été effectuée, être formellement documentée).
Ce cinquième film contient de nombreuses erreurs de continuité qui contredisent le canon établi par les précédents films, notamment à propos du compas de Jack Sparrow, de la malédiction de Will Turner et du Hollandais volant, et tout le passé de Salazar et Sparrow.
Le recours à la guillotine pour l'exécution de Sparrow, présentée comme une nouveauté dans le film, est même plutôt anachronique. L'histoire est censée se passer au début du XVIIIe siècle, alors que cette machine ne sera pas inventée avant 1792. Il aurait fallu pour le moins mettre en scène un de ses précurseurs, telle que la Maiden écossaise, dont le visuel était très différent (cette machine était toutefois réservée aux nobles de toute façon).
la scène post générique annonçant le retour de Davy Jones , ancien capitaine du Hollandais Volant, sous sa forme monstrueuse, est également incohérente avec le reste de la saga et du cinquième film lui même. en effet, Jones a été tué lors du troisième opus, et la destruction du Trident du Poseidon devrait, en admettant qu’il soit revenu à la vie, lui redonner son apparence normale, comme cela a été le cas pour Will (qui quant à lui n’avait aucune raison explicable d’avoir une forme monstrueuse durant l’introduction du film).

## Éditions en vidéo
- En France, le film Pirates des Caraïbes : La Vengeance de Salazar est sorti en DVD[74], Blu-ray[75] et dans une édition combo Blu-ray 3D + Blu-ray 2D[76] le 6 octobre 2017. Le film est également sorti en VOD le 20 septembre 2017[10]. À la suite des évolutions techniques afin d'améliorer la qualité d'image et de sons, le film est sorti dans une édition 4K Ultra HD + Blu-ray[77] le 7 avril 2023.
- Au Québec, le film est sorti en DVD le 3 octobre 2017[1].

## Projet de suite
Le retour de Johnny Depp dans un 6e film, annoncé comme un reboot, est évoqué, alors qu'un spin-off avec Margot Robbie avait un temps été annoncé,.